# Спасиоци у Аустралији
Спасиоци у Аустралији (енгл. The Rescuers Down Under) амерички је анимирани авантуристички филм из 1990. године, снимљен у продукцији студија Волт дизни фичер анимејшон објављен је 16. новембра 1990. године, од стране Волт дизни пикчерса. Представља  29. Дизнијев анимирани дугометражни филм; ово је наставак анимираног филма Спасиоци из 1977. године, базираног на истоименој новели Марџери Шарп. Смештен у Аустралији, филм се усредсређује на Бернарда и Бјанку који путују у Аустралију како би спасили дечака по имену Коди од злогласног ловокрадице који је у потрази за угроженом птицом грабљивицом.
Са гласовима Боба Ниухарта, Еве Габор (у својој последњој филмској улози), Џона Кандија и Џорџа Си Скота, Спасиоци у Аустралији је био први наставак анимираног филма снимљен у продукцији Дизнија.
Ово је први дугометражни филм који је у потпуности произведен дигитално, без употребе камере.

## Ликови
- Бернард је сиви миш који је амерички представник „Друштва за помоћ у спасавању”, унапређен из своје улоге домара у пуноправног агента, након што је показао успех у претходном спасавању.
- Госпођица Бјанка је бела мишица која је мађарска представница „Друштва за помоћ у спасавању”.
- Вилбур је комични албатрос. Његов брат, Орвил, појавио се у првом филму.[а]
- Коди је младић способан да разговара са већином животиња, као и Пени у првом филму.
- Персивал Ц. Маклич је зли ловокрадица који покушава да ухвати Марахута како би зарадио.
- Марахут је џиновски орао, ког Маклич покушава да ухвати.
- Џејк је љубазан, самопоуздан и харизматичан кенгураст миш.
- Црвени је црвени кенгур који је био у Макличевом затвору.
- Френк је безобразни агама са огрлицом који је био у Макличевом затвору.
- Кребс је саркастични мужјак коале који је био у Макличевом затвору.
- Џоана је Макличева љубимица гоана која ужива у застрашивању својих заробљеника и има наклоност према јајима.
- Фалу је женка црвеног кенгура која позива Кодија да спаси Марахута.
- Мишопредседник је председник „Друштва за помоћ у спасавању”.
- Кодијева мама је брижна удовица, која унајмљује ренџере да пронађу њеног сина ког је отео Маклич.
- Доктор Миш је надзорник мишева-хирурга који су прегледали Вилбура док је био повређен.
- Мишица болничарка је руководилац упутства доктора Миша и његова заменица.

## Улоге
| Лик                | Оригинални глас |
| ------------------ | --------------- |
| Бернард            | Боб Ниухарт     |
| Госпођица Бјанка   | Ева Габор       |
| Вилбур             | Џон Канди       |
| Коди               | Адам Рајан      |
| Персивал Ц. Маклич | Џорџ Си Скот    |
| Марахут            | Френк Велкер    |
| Џејк               | Тристан Роџерс  |
| Црвени             | Питер Ферт      |
| Френк              | Вејн Робсон     |
| Кребс              | Даглас Сил      |
| Џоана              | Френк Велкер    |
| Фалу               | Карла Мајер     |
| Мишопредседник     | Бернар Фокс     |
| Кодијева мама      | Карла Мајер     |
| Доктор Миш         | Бернар Фокс     |
| Мишица болничарка  | Руси Тејлор     |
| Капетан авиона     | Питер Гринвуд   |
| Радио спикер       | Питер Гринвуд   |